# Amer Sabah
Amer Sabah Mahmoud Shafia (ur. 14 lutego 1982 w Ammanie) – jordański piłkarz, grający na pozycji bramkarza w klubie Al-Wehdat Amman.

## Kariera klubowa
Amer Sabah rozpoczął swoją zawodową karierę w 1999 roku w klubie Al-Yarmouk. W latach 2004–2005 był zawodnikiem Al-Faisaly Amman. Z Al-Faisaly zdobył Puchar Jordanii w 2005. W latach 2005–2006 ponownie był zawodnikiem Al-Yarmouk. W latach 2006–2007 występował w Egipcie w Ismaily SC. Po powrocie do ojczyzny został zawodnikiem Al-Wehdat Amman, w którym występuje do chwili obecnej. Z Al-Wadhat dwukrotnie zdobył mistrzostwo Jordanii w 2008 i 2009, dwukrotnie Puchar Jordanii w 2008 i 2010 oraz trzykrotnie Superpuchar Jordanii w 2008, 2009 i 2010.

## Kariera reprezentacyjna
W reprezentacji Jordanii Sabah zadebiutował w 2002 roku. W 2004 uczestniczył w Pucharze Azji. Sabah na tym turnieju wystąpił we wszystkich czterech meczach z: Koreą Południową, Kuwejtem, ZEA i w ćwierćfinale z Japonią. W tym samym roku uczestniczył w eliminacjach Mistrzostw Świata 2006. W 2007 roku uczestniczył w eliminacjach Mistrzostw Świata 2010. W 2011 został powołany na Puchar Azji 2011, w 2015 – na Puchar Azji 2015, a w 2019 na Puchar Azji 2019.